# 1877年鐵路
此條目列出1877年發生有關鐵路運輸的事件。

## 事件

### 2月
- 2月5日：官設鐵道京都至神戶段開業。

### 5月
- 5月1日，缅甸第一条铁路开通

### 7月
- 7月14日，巴尔的摩铁路罢工，拉開1877年铁路大罢工序幕

### 10月
- 10月：吳淞鐵路拆除。